# مؤشر البدانة
مؤشر البدانة (بالإنجليزية: Corpulence Index) أو (بالإنجليزية: Ponderal Index) (اختصارًا CI أو PI) هو مقياس النحافة أو البدانة لدى الإنسان يحسب من خلال علاقة بين الكتلة والطول. تم اقتراحه لأول مرة في عام 1921 باعتباره «مقياس البدانة» من قبل الطبيب السويسري فريتز روهرر ومن ثم يُعرف أيضًا بمؤشر روهرر. إنه مشابه لمؤشر كتلة الجسم، لكن الكتلة يتم ضبطها باستخدام القوة الثالثة لارتفاع الجسم بدلاً من القوة الثانية. استغرق الأمر قرنًا تقريبًا بعد أن اقترحه روهرر، قبل أن يوضح سلطان بابار أن القوقعة الصناعية لا تحتاج إلى تعديل لتناسب الطول بعد المراهقة.
{\displaystyle \mathrm {CI} ={\frac {\mathrm {mass} }{\mathrm {height} ^{3}}}}
مع {\displaystyle \mathrm {mass} } بالكيلوغرام و {\displaystyle \mathrm {height} } بالأمتار، لإعطاء قياس بنفس أبعاد الكثافة. يعطي مؤشر البدانة نتائج صحيحة حتى بالنسبة للأشخاص قصار القامة وطول القامة، وهي مشكلة تتعلق بمؤشر كتلة الجسم - على سبيل المثال، الوزن المثالي الذي تم تعديل ارتفاعه للشخص 150 سم طويلاً سيجعل مؤشر كتلة الجسم 20.7 و CI 13.6، بينما للشخص 200 يبلغ طول مؤشر كتلة الجسم 24.84 سم، وهو قريب جدًا من عتبة «زيادة الوزن» البالغة 25، بينما يكون مؤشر كتلة الجسم 12.4.
بسبب هذه الخاصية، هو الأكثر استخدامًا في طب الأطفال. (بالنسبة للطفل، يمكن للمرء أن يأخذ طول الكعب التاجي للارتفاع.) القيم الطبيعية للرضع هي حوالي ضعف ما هي بالنسبة للبالغين، وهذا نتيجة لقصر أرجلهم نسبيًا.  لا يحتاج إلى تعديل لعمر ما بعد المراهقة. كما ثبت أن له معدل إيجابي كاذب أقل لدى الرياضيين.
يتم تعريف مؤشر البدانة بشكل مختلف (يجب تفضيل التعريف الأول بسبب استخدام وحدات SI kg و m) على النحو التالي:
| المعادلة                                                                             | وحدات الكتلة (وزن الجسم) | وحدات الارتفاع (أو طول) | تعتبر القيم طبيعية أو نموذجية | تعتبر القيم طبيعية أو نموذجية |
| المعادلة                                                                             | وحدات الكتلة (وزن الجسم) | وحدات الارتفاع (أو طول) | لطفل يبلغ من العمر 12 شهرًا    | بعد الطفولة                   |
| ------------------------------------------------------------------------------------ | ------------------------ | ----------------------- | ----------------------------- | ----------------------------- |
| {\displaystyle {\text{CI}}={\frac {\mathrm {mass} }{\mathrm {height} ^{3}}}}         | كيلوغرامات               | متر                     | 24                            | 12                            |
| {\displaystyle {\text{CI}}=1000{\frac {\mathrm {mass} }{\mathrm {height} ^{3}}}}     | جرامات                   | سم                      | (نفس القيم المذكورة أعلاه)    | (نفس القيم المذكورة أعلاه)    |
| {\displaystyle {\text{CI}}={\frac {\mathrm {height} }{\sqrt[{3}]{\mathrm {mass} }}}} | رطل * بوصة               | بوصة                    | 12.49 إلى 13.92               | 12.49 إلى 13.92               |

## الدلالة
- يلعب دورًا في تقييم ما إذا كان تقييد النمو داخل الرحم للطفل متماثل أو غير متماثل.[14]
- ثبت أن CI تتمتع بحساسية وخصوصية أعلى وقيم تنبؤية إيجابية وسلبية أكثر من مؤشر كتلة الجسم.

## الروابط الخارجية
- حاسبة مؤشر التأمل عبر الإنترنت نسخة محفوظة 27 يونيو 2022 على موقع واي باك مشين.، والتي تستخدم التعريف الأول.
- Ponderal Index Calculator، والذي يستخدم القيم المترية. (موقع ألماني)
- تطبيق Android لمؤشر البدانة
- تطبيق Apple لمؤشر البدانة